# Corredor Trans-Kalahari
El Corredor Trans-Kalahari es un corredor de autopista pavimentada que ofrece una ruta directa desde Walvis Bay y Windhoek en Namibia central, a través de Botsuana, hasta Pretoria en la provincia de Gauteng en Sudáfrica. Su costo inicial fue de aproximadamente 850 millones de dólares de Namibia (115 millones de dólares de los EE. UU.) y se inauguró oficialmente en 1998.
El corredor también incluye líneas de ferrocarril desde Walvis Bay hasta Gobabis en Namibia, y desde Johannesburgo hasta Lobatse en Botsuana.[1] La conexión de las dos líneas de ferrocarril se ha venido discutiendo desde 2010, y en 2014 se firmó un acuerdo entre los dos países, pero desde entonces el proyecto se ha vuelto económicamente inviable.
El Corredor de Maputo ofrece una conexión desde Gauteng a Maputo en Mozambique. Juntos estos corredores forman una conexión vial única entre Walvis Bay en el Océano Atlántico y Maputo en el Océano Índico; las regiones conectadas también se conocen como el «corredor de desarrollo Walvis Bay-Botsuana-Gauteng-Maputo».

## Ruta

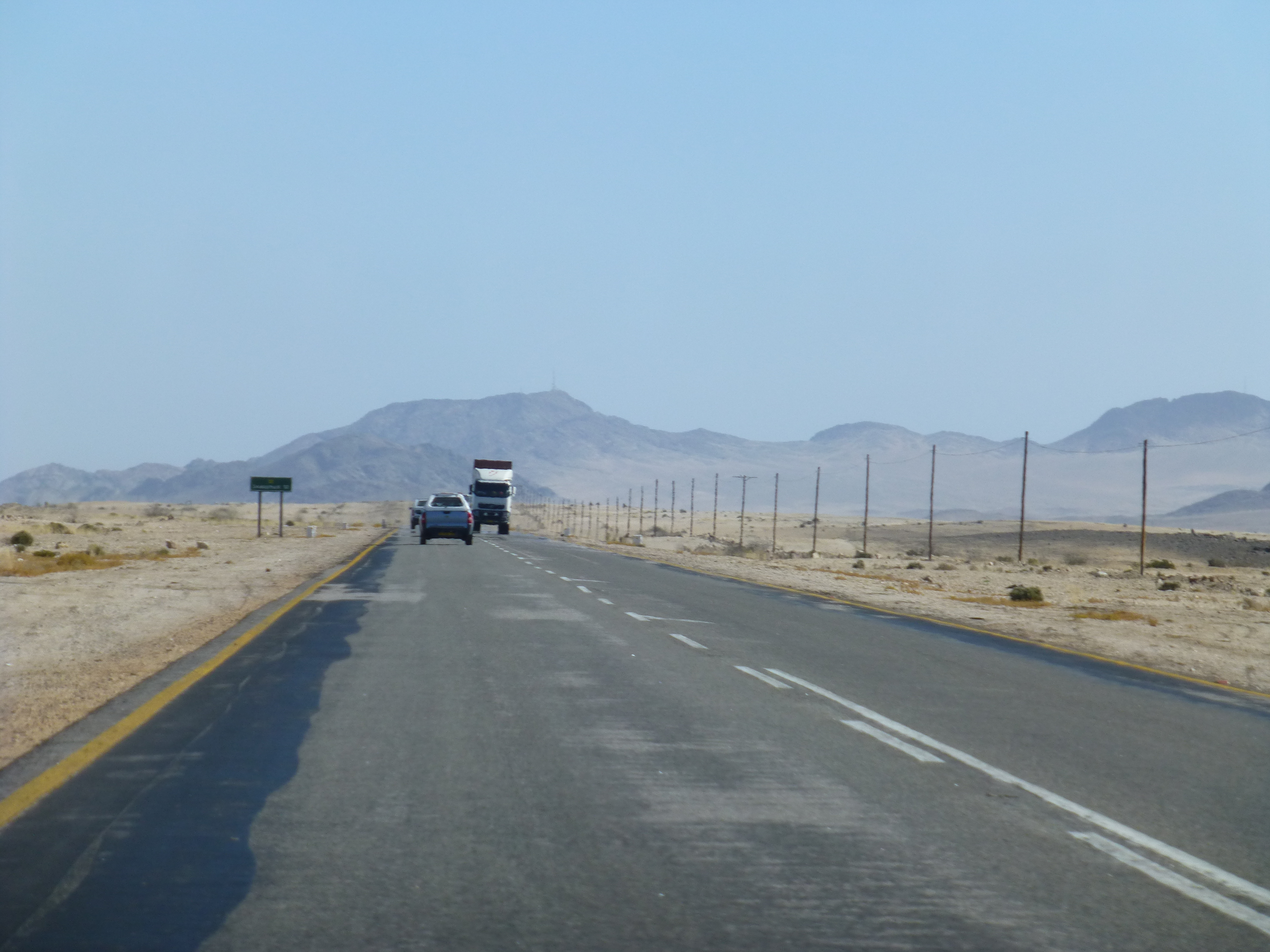
El corredor «B2» en Namibia, entre Windhoek y Swakopmund

En Namibia, el corredor está formado por la «B2» de Walvis Bay a través de Swakopmund a Okahandja, la «B1» de Okahandja a Windhoek y la «B6» de Windhoek a través de Gobabis a la frontera de Botsuana en Buitepos/Mamuno. En Botsuana se llama la «A2» y discurre a través de Jwaneng y Lobatse hasta la frontera sudafricana en Pioneer Gate/Skilpadshek. En Sudáfrica sigue la «N4» a través de Rustenburg hasta Pretoria.
La «N4» continúa luego hacia el este desde Pretoria para llegar a la frontera con Mozambique en Komatipoort, como parte del «Corredor de Maputo». La ruta Walvis Bay-Windhoek-Lobatse-Pretoria-Maputo es la ruta número 40 de la red de carreteras troncales regionales de la Comunidad de Desarrollo de África Austral (Southern African Development Community, SADC).